# 4.ª etapa da Volta a Espanha de 2022
A 4.ª etapa da Volta a Espanha de 2022 teve lugar a 23 de agosto de 2022 entre Vitoria e Laguardia sobre um percurso de 152,5 km. O vencedor foi o esloveno Primož Roglič da equipa Jumbo-Visma, quem a sua vez converteu-se no novo líder da corrida.

## Classificação da etapa
| Vitoria-Gasteiz - Laguardia | média montanha | (153,5 km) |

| \| Classificação por etapas \| Classificação por etapas \| Classificação por etapas \| Classificação por etapas \| Classificação por etapas \| \| Ciclista \| Ciclista \| Equipe \| Tempo \| \| \| ------------------------ \| ------------------------ \| ------------------------ \| ------------------------ \| ------------------------ \| \| 1. \| Primož Roglič \| Jumbo-Visma \| 3h31m05s \| \| \| 2. \| Mads Pedersen \| Trek-Segafredo \| + 0s \| \| \| 3. \| Enric Mas \| Movistar Team \| + 0s \| \| \| 4. \| Quentin Pacher \| Groupama-FDJ \| + 0s \| \| \| 5. \| Pavel Sivakov \| Ineos Grenadiers \| + 0s \| \| \| 6. \| Ben O'Connor \| AG2R Citroën Team \| + 0s \| \| \| 7. \| Ethan Hayter \| Ineos Grenadiers \| + 0s \| \| \| 8. \| Remco Evenepoel \| Quick-Step Alpha Vinyl \| + 0s \| \| \| 9. \| Wilco Kelderman \| Bora-Hansgrohe \| + 0s \| \| \| 10. \| Jai Hindley \| Bora-Hansgrohe \| + 0s \| \| |                 |                        |          |
| |                 |                        |          |
| Fonte: ProCyclingStats |                 |                        |          |
| Classificação por etapas |                 |                        |          |
| Ciclista | Ciclista        | Equipe                 | Tempo    |
| 1. | Primož Roglič   | Jumbo-Visma            | 3h31m05s |
| 2. | Mads Pedersen   | Trek-Segafredo         | + 0s     |
| 3. | Enric Mas       | Movistar Team          | + 0s     |
| 4. | Quentin Pacher  | Groupama-FDJ           | + 0s     |
| 5. | Pavel Sivakov   | Ineos Grenadiers       | + 0s     |
| 6. | Ben O'Connor    | AG2R Citroën Team      | + 0s     |
| 7. | Ethan Hayter    | Ineos Grenadiers       | + 0s     |
| 8. | Remco Evenepoel | Quick-Step Alpha Vinyl | + 0s     |
| 9. | Wilco Kelderman | Bora-Hansgrohe         | + 0s     |
| 10. | Jai Hindley     | Bora-Hansgrohe         | + 0s     |

## Classificações ao final da etapa

### Classificação geral
| \| Classificação geral \| Classificação geral \| Classificação geral \| Classificação geral \| Classificação geral \| \| Ciclista \| Ciclista \| Equipe \| Tempo \| \| \| ------------------- \| ------------------- \| ---------------------- \| ------------------- \| ------------------- \| \| 1. \| Primož Roglič \| Jumbo-Visma \| 11h50m59s \| \| \| 2. \| Sepp Kuss \| Jumbo-Visma \| + 13s \| \| \| 3. \| Ethan Hayter \| Ineos Grenadiers \| + 26s \| \| \| 4. \| Pavel Sivakov \| Ineos Grenadiers \| + 26s \| \| \| 5. \| Tao Geoghegan Hart \| Ineos Grenadiers \| + 26s \| \| \| 6. \| Remco Evenepoel \| Quick-Step Alpha Vinyl \| + 27s \| \| \| 7. \| Richard Carapaz \| Ineos Grenadiers \| + 33s \| \| \| 8. \| Carlos Rodríguez \| Ineos Grenadiers \| + 33s \| \| \| 9. \| Mads Pedersen \| Trek-Segafredo \| + 34s \| \| \| 10. \| Simon Yates \| BikeExchange-Jayco \| + 51s \| \| |                    |                        |           |
| |                    |                        |           |
| Fonte: ProCyclingStats |                    |                        |           |
| Classificação geral |                    |                        |           |
| Ciclista | Ciclista           | Equipe                 | Tempo     |
| 1. | Primož Roglič      | Jumbo-Visma            | 11h50m59s |
| 2. | Sepp Kuss          | Jumbo-Visma            | + 13s     |
| 3. | Ethan Hayter       | Ineos Grenadiers       | + 26s     |
| 4. | Pavel Sivakov      | Ineos Grenadiers       | + 26s     |
| 5. | Tao Geoghegan Hart | Ineos Grenadiers       | + 26s     |
| 6. | Remco Evenepoel    | Quick-Step Alpha Vinyl | + 27s     |
| 7. | Richard Carapaz    | Ineos Grenadiers       | + 33s     |
| 8. | Carlos Rodríguez   | Ineos Grenadiers       | + 33s     |
| 9. | Mads Pedersen      | Trek-Segafredo         | + 34s     |
| 10. | Simon Yates        | BikeExchange-Jayco     | + 51s     |

### Classificação por pontos
| Classificação por pontos | Classificação por pontos | Classificação por pontos | Classificação por pontos | Classificação por pontos |
| Ciclista                 | Ciclista                 | Equipe                   | Pontos                   |                          |
| ------------------------ | ------------------------ | ------------------------ | ------------------------ | ------------------------ |
| 1.                       | Sam Bennett              | Bora-Hansgrohe           | 127 pts                  |                          |
| 2.                       | Mads Pedersen            | Trek-Segafredo           | 118 pts                  |                          |
| 3.                       | Pascal Ackermann         | UAE Team Emirates        | 34 pts                   |                          |
| 4.                       | Tim Merlier              | Alpecin-Deceuninck       | 34 pts                   |                          |
| 5.                       | Daniel McLay             | Arkéa-Samsic             | 34 pts                   |                          |
| 6.                       | Primož Roglič            | Jumbo-Visma              | 30 pts                   |                          |
| 7.                       | Ethan Hayter             | Ineos Grenadiers         | 30 pts                   |                          |
| 8.                       | Enric Mas                | Movistar Team            | 22 pts                   |                          |
| 9.                       | James Shaw               | EF Education-EasyPost    | 20 pts                   |                          |
| 10.                      | Thomas De Gendt          | Lotto-Soudal             | 20 pts                   |                          |

### Classificação da montanha
| Classificação da montanha | Classificação da montanha | Classificação da montanha | Classificação da montanha | Classificação da montanha |
| Ciclista                  | Ciclista                  | Equipe                    | Pontos                    |                           |
| ------------------------- | ------------------------- | ------------------------- | ------------------------- | ------------------------- |
| 1.                        | Joan Bou                  | Euskaltel-Euskadi         | 5 pts                     |                           |
| 2.                        | Primož Roglič             | Jumbo-Visma               | 3 pts                     |                           |
| 3.                        | Julius van den Berg       | EF Education-EasyPost     | 3 pts                     |                           |
| 4.                        | Jarrad Drizners           | Lotto-Soudal              | 3 pts                     |                           |
| 5.                        | Thomas De Gendt           | Lotto-Soudal              | 2 pts                     |                           |
| 6.                        | Julian Alaphilippe        | Quick-Step Alpha Vinyl    | 2 pts                     |                           |
| 7.                        | Jay Vine                  | Alpecin-Deceuninck        | 1 pt                      |                           |
| 8.                        | Thibault Guernalec        | Arkéa-Samsic              | 1 pt                      |                           |
| 9.                        | Ander Okamika             | Burgos-BH                 | 1 pt                      |                           |

### Classificação dos jovens
| Classificação dos jovens | Classificação dos jovens | Classificação dos jovens | Classificação dos jovens | Classificação dos jovens |
| Ciclista                 | Ciclista                 | Equipe                   | Tempo                    |                          |
| ------------------------ | ------------------------ | ------------------------ | ------------------------ | ------------------------ |
| 1.                       | Ethan Hayter             | Ineos Grenadiers         | 11h51m25s                |                          |
| 2.                       | Pavel Sivakov            | Ineos Grenadiers         | + 0s                     |                          |
| 3.                       | Remco Evenepoel          | Quick-Step Alpha Vinyl   | + 1s                     |                          |
| 4.                       | Carlos Rodríguez         | Ineos Grenadiers         | + 7s                     |                          |
| 5.                       | João Almeida             | UAE Team Emirates        | + 27s                    |                          |
| 6.                       | Juan Ayuso               | UAE Team Emirates        | + 27s                    |                          |
| 7.                       | Brandon McNulty          | UAE Team Emirates        | + 27s                    |                          |
| 8.                       | Sergio Higuita           | Bora-Hansgrohe           | + 35s                    |                          |
| 9.                       | Gino Mäder               | Bahrain Victorious       | + 36s                    |                          |
| 10.                      | Juan Pedro López         | Trek-Segafredo           | + 36s                    |                          |

### Classificação por equipas
| Classificação por equipes | Classificação por equipes | Classificação por equipes | Classificação por equipes |
| Equipe                    | Equipe                    | Tempo                     |                           |
| ------------------------- | ------------------------- | ------------------------- | ------------------------- |
| 1.                        | Ineos Grenadiers          | 34h44m29s                 |                           |
| 2.                        | Bora-Hansgrohe            | + 35s                     |                           |
| 3.                        | Jumbo-Visma               | + 36s                     |                           |
| 4.                        | BikeExchange-Jayco        | + 39s                     |                           |
| 5.                        | UAE Team Emirates         | + 41s                     |                           |
| 6.                        | Trek-Segafredo            | + 43s                     |                           |
| 7.                        | Movistar Team             | + 44s                     |                           |
| 8.                        | Groupama-FDJ              | + 49s                     |                           |
| 9.                        | Bahrain Victorious        | + 50s                     |                           |
| 10.                       | Quick-Step Alpha Vinyl    | + 1m22s                   |                           |

## Abandonos
Nenhum.